# 萨克斯 (阿利坎特省)
萨克斯（西班牙語發音：[ˈsaks]），是西班牙巴伦西亚自治区阿利坎特省的一个市镇。总面积64km2，总人口8734人（2001年），人口密度136人/km2。